# Дрест IX
Дрест IX (Дрест мак Константин) — король пиктов в 834—836/837 годах.

## Биография
Дрест IX был сыном короля пиктов Константина. В 834 году он сменил на престоле Королевства пиктов своего дядю Энгуса II.
Некоторые источники указывают на то, что Дрест IX имел соправителя Талоргана мак Ууртоила.
В годы правления Дреста IX начался процесс объединения скоттов Дал Риады и пиктов в Королевство Шотландия.